# Ola Rapace
Sonny Ola Rapace Jawo, ursprungligen Pär Ola Norell, efter giftermål Rapace respektive Jawo, född 3 december 1971 i Tyresö, Stockholms län, är en svensk skådespelare och musiker.

## Biografi
Ola Rapace föddes i Tyresö men växte upp i Vallentuna. Han är son till Jan-Olof Norell. Teatern fick honom intresserad av skådespeleri och då speciellt föreställningen Roberto Zucco på Teater Galeasen 1993. Tidigare hade han mest ägnat sig åt musik. Han gick Teaterhögskolan i Göteborg 1995–1998 och under utbildningen arbetade han på Backateatern och Uppsala Stadsteater.

## Karriär

### Film, TV och teater
Ola Rapace, som då hette Ola Norell, fick sin första större roll i TV-serien Sjätte dagen från 1999–2001. Sitt genombrott fick han med rollen som Jan "Hoffa" Lenhoff i TV-serien Tusenbröder 2002. Dessförinnan hade han väckt uppmärksamhet för sin insats i Lukas Moodyssons film Tillsammans 2000. Han har medverkat i flera svenska filmer och medverkat i Dramatens uppsättningar. Rapace var en av deltagarna i SVT:s realityserie Maestro som sändes sensommaren och hösten 2011.
Ola Rapace hade 2012 en roll i den 23:e James Bond-filmen Skyfall.
Ola Rapace driver Le Mec, ett eget filmproduktionsbolag.

### Musik
Rapace var gitarrist i bandet Sissy Prozac, som lades ned 2007. Han var sångare i det fransk-svenska bandet La nana, och har uppträtt under eget namn och som gästartist.

## Privatliv
Rapace har en dotter född 1999, tillsammans med skådespelerskan Malin Morgan. 
Rapace gifte sig med skådespelerskan Noomi Rapace år 2001. De hette då Norell respektive Norén, och har berättat att de tog ett nytt namn för att visa att de inledde ett nytt liv tillsammans. Dessutom ville ingen byta till den andres när namnen var så lika, och även ett dubbelnamn blev konstigt. Vid ett besök i Paris skaffade Noomi Rapace ett lexikon och föreslog Rapace, vilket betyder rovfågel. De har en son tillsammans som föddes 2003, men skilde sig 2011.
I maj 2019 gifte han sig med Sonja Jawo, i Paris. De skilde sig i september 2021.
År 2020 utkom självbiografin Romeo: Min flykt i fem akter, och boken har kommit ut även i finsk översättning.

## Filmografi i urval
- 1999 – Sjätte dagen (TV-serie)
- 2000 – Tillsammans
- 2001 – Syndare i sommarsol
- 2002 – Pappa polis (TV-serie)
- 2002 – Hus i helvete
- 2002 – Tusenbröder (TV-serie)
- 2003 – Tusenbröder, säsong 2 (TV-serie)
- 2003 – Flamingo
- 2004 – Desmonds trashade äppelträd
- 2004 – Rancid
- 2005 – Wallander – Innan frosten
- 2005 – Wallander – Byfånen
- 2005 – Wallander – Bröderna
- 2005 – Wallander – Mörkret
- 2005 – Wallander – Afrikanen
- 2006 – Wallander – Mastermind
- 2006 – Wallander – Den svaga punkten
- 2006 – Wallander – Fotografen
- 2006 – Wallander – Täckmanteln
- 2006 – Wallander – Luftslottet
- 2006 – Wallander – Blodsband
- 2006 – Wallander – Jokern
- 2006 – Wallander – Hemligheten
- 2006 – Tusenbröder, säsong 3 (TV-serie)
- 2006 – Desmond & träskpatraskfällan
- 2007 – Allt om min buske
- 2007 – Anna Pihl, säsong 2 (TV-serie)
- 2008 – Anna Pihl, säsong 3 (TV-serie)
- 2008 – Selma (TV-serie)
- 2008 – Kommissarien och havet - Den inre kretsen (TV-serie)
- 2009 – Livet i Fagervik (TV-serie)
- 2010 – Solsidan (TV-serie)
- 2010 – Svinalängorna
- 2011 – Stockholm - Båstad (TV-serie)
- 2011 – Jag saknar dig
- 2011 – Anno 1790 (TV-serie)
- 2012 – Skyfall
- 2012 – Odjuret (TV-serie)
- 2013 – Mördaren ljuger inte ensam
- 2013 – Kung Liljekonvalje av dungen
- 2013 – Inte flera mord
- 2013 – Rosor, kyssar och döden
- 2013 – Farliga drömmar
- 2013 – Tragedi på en lantkyrkogård
- 2014 – Tommy
- 2015 – Glada hälsningar från Missångerträsk
- 2016 – Arès
- 2017 – Farang (TV-serie)
- 2017 – Hassel (TV-serie)
- 2017 – Valerian and the City of a Thousand Planets
- 2019 – Gisslantagningen (TV-serie)
- 2020 – Stjärnorna på slottet (TV-serie)
- 2021 – Vitt skräp

## Teaterroller i urval
| År   | Roll         | Produktion                     | Regi        | Teater                 |
| ---- | ------------ | ------------------------------ | ----------- | ---------------------- |
| 2011 | Prior Walter | Angels in America Tony Kushner | Eva Dahlman | Stockholms stadsteater |